# Piper duartei
Piper duartei é uma espécie de planta do gênero Piper e da família Piperaceae. 

## Taxonomia
A espécie foi descrita em 2009 por Micheline Carvalho-Silva e Elsie Franklin Guimarães. 
Os seguintes sinônimos já foram catalogados:  
- Ottonia villosa  Yunck.
- Ottonia villosa minensis  E.F.Guim.

## Forma de vida
É uma espécie terrícola e arbustiva. 

## Descrição
Arbusto ereto, viloso, glanduloso; tricomas1- 1,5 milímetros de comprimento; pecíolo com cerca de 5 milímetros de comprimento, viloso; lâmina vilosa em ambas as faces, nervuras secundárias 8-10 pares, dispostas até o ápice, ciliada; pedúnculo 3-5 milímetros de comprimento, viloso; racemo 2-3 centímetros de comprimento, não apiculado; raque glabra, glandulosa; bráctea floral com tufos de tricomas na parte dorsal; fruto glanduloso.  
| Caule                     | Caule                                                      |
| ------------------------- | ---------------------------------------------------------- |
| crescimento               | ereto                                                      |
| tricoma                   | presente                                                   |
| Folha                     |                                                            |
| pecíolo com bainha        | basal/alongado                                             |
| superfície                | lisa                                                       |
| glândula                  | conspícuo/translúcida                                      |
| forma                     | ovada/elíptica                                             |
| ápice                     | acuminado                                                  |
| simetria da base          | assimétrica/sub simétrica                                  |
| base                      | cordada                                                    |
| tricoma                   | presente na adaxial/presente na abaxial/presente na margem |
| nervação                  | broquidódroma                                              |
| disposição das nervura    | até o ápice                                                |
| Inflorescência            |                                                            |
| tipo                      | racemo                                                     |
| orientação                | ereta                                                      |
| Flor                      |                                                            |
| forma das bráctea floral  | sacado galeada                                             |
| margem das bráctea floral | glabra                                                     |
| Fruto                     |                                                            |
| forma e superfície        | globoso/ovoide/tetragonal                                  |
| ápice                     | agudo                                                      |
| estilete                  | inconspícuo/ausente/estilete com 4 estigma                 |
| tricoma                   | ausente                                                    |

## Conservação
A espécie faz parte da Lista Vermelha das espécies ameaçadas do estado do Espírito Santo, no sudeste do Brasil. A lista foi publicada em 13 de junho de 2005 por intermédio do decreto estadual nº 1.499-R. 

## Distribuição
A espécie é encontrada nos estados brasileiros de Espírito Santo, Minas Gerais, Paraná e São Paulo. 
A espécie é encontrada no domínio fitogeográfico de Mata Atlântica, em regiões com vegetação de floresta ombrófila pluvial.